# Chenopodium auricomum
Chenopodium auricomum är en amarantväxtart som beskrevs av John Lindley. Chenopodium auricomum ingår i släktet ogräsmållor, och familjen amarantväxter. Arten förekommer tillfälligt i Sverige, men reproducerar sig inte.